# باشگاه فوتبال فولاد نوین خوزستان
باشگاه فوتبال فولاد ب خوزستان یک تیم فوتبال ایرانی است که در سال ۱۳۸۷ تأسیس شده‌است. این باشگاه به منظور تقویت تیم اول باشگاه شکل گرفت و در این مدت کوتاه توانست نتایج خوبی هم کسب کند ازجمله قهرمانی در لیگ آزادگان و قهرمانی در لیگ دسته دوم ایران از افتخارات باشگاه محبوب فولاد نوین خوزستان است.
این تیم هم‌اکنون در لیگ دسته دو ایران بازی میکند.

## پیشینه

### شروع فعالیت
تیم فولاد نوین در سال ۱۳۸۷ با هدف پشتیبانی از تیم بزرگسالان فولاد خوزستان و استفاده از بازیکنان و مربیان تیم‌های فوتبال مختلف باشگاه و همچنین سایر نیروهای مستعد استان خوزستان تشکیل شد.
فعالیت این باشگاه با خرید امتیاز تیم دیهیم اهواز که در دسته دوم فوتبال کشور فعالیت می‌کرد و قصد فعالیت در لیگ آزادگان را داشت آغاز گردید.

### صعود به لیگ آزادگان
بر این اساس، فولاد نوین با جذب نیروهای مستعد استان، فعالیت رسمی خود را در لیگ دسته دوم فوتبال کشور آغاز نمود و با ارائه بازی‌های قابل قبول و کسب نتایج درخشان در مرحله اول این مسابقات، به دور دوم این رقابت‌ها صعود کرد.
مسابقات دور دوم با حضور هشت تیم برتر مرحله اول در دو گروه چهار تیمی برگزار شد که تیم فولاد نوین خوزستان این بار هم خوش درخشید و با کسب عنوان دومی گروه اول این مسابقات، جواز حضور در مسابقات لیگ آزادگان فوتبال کشور در فصل آینده را کسب کرد.
مرحله پایانی مسابقات لیگ دسته دوم فوتبال کشور نیز به صورت مجتمع و با حضور چهار تیم صعود کرده به رقابت‌های لیگ دسته اول، در محمودآباد مازندران برگزار شد که فولاد نوین در اینجا نیز با درخشش بازیکنان و تلاش کادر فنی خود، موفق به کسب عنوان قهرمانی مسابقات لیگ دسته دوم فوتبال کشور شد.

### بازگشت به دسته دوم
فولاد نوین در فصل بعد در مسابقات لیگ دسته اول فوتبال کشور موسوم به لیگ آزادگان به میدان رفت اما به نتایج خوبی دست نیافت و بار دیگر به لیگ دسته دوم بازگشت.
تلاش فولاد نوین در این لیگ با سرمربیگری حسن سالمی نیز جایگاهی بهتر از هفتمی در گروه جنوب این مسابقات به همراه نداشت تا فولاد نوین برای فصل ۹۱-۱۳۹۰، سکان هدایت خود را بار دیگر به دست فریدون حردانی بدهد.
بازگشت به لیگ آزادگان
فولاد نوین توانست با مقام دومی به لیگ دسته اول صعود کند. با نتایج خوبی که در این لیگ به دست آورد قهرمان شد و به لیگ برتر خلیج فارس صعود کرد
ماجرای صعود به لیگ برتر
فولاد نوین اهواز توانست با قهرمانی به لیگ برتر صعود کند اما مشکل این بود که طبق قانون تیم اصلی و رزرو باشگاه های همنام و باشگاه های که یک مدیریت ثابت دارد نمی توانند در یک لیگ حضور پیدا کنند و همینطور در جام حذفی هم حضور ندارند متأسفانه این تیم نتوانست به لیگ برتر صعود کند و امتیاز خود را به استقلال اهواز فروخت و به جای فولاد نوین در لیگ برتر فوتبال ایران ۹۵–۱۳۹۴ حضور یافت و این تیم دوباره به لیگ دو بازگشت.

## عملکرد کلی
در جدول زیر آمار مسابقات رسمی فولاد نوین را از بدو تأسیس مشاهده می‌کنید.
| فصل   | لیگ     | رتبه   | جام حذفی   | یادداشت |
| ----- | ------- | ------ | ---------- | ------- |
| ۸۷–۸۸ | دسته دو | ۲ام    | دور سوم    | صعود    |
| ۸۸–۸۹ | دسته یک | ۱۳ام   | ۱/۱۶ نهایی | سقوط    |
| ۸۹–۹۰ | دسته دو | ۷ام    | حضور نداشت |         |
| ۹۰–۹۱ | دسته دو | ۷ام    | دور دوم    |         |
| ۹۱–۹۲ | دسته دو | ۳ام    | حضور نداشت |         |
| ۹۲–۹۳ | دسته دو | ۲ام    | ۱/۸ نهایی  | صعود    |
| ۹۳–۹۴ | دسته یک | قهرمان |            | سقوط۱   |
| ۹۴–۹۵ | دسته دو | ۶ام    | حضور نداشت |         |
| ۹۵–۹۶ | دسته دو | ۵ام    | دور نخست   |         |
| ۹۶–۹۷ | دسته دو | ۵ام    |            |         |

۱:فولاد نوین در فصل ۹۳–۹۴ در رقابت‌های لیگ آزادگان قهرمان شد اما به دلیل اینکه طبق قوانین دو تیم یک باشگاه (یا با مالک مشترک) نمی‌توانند در یک لیگ بازی کنند امتیاز خود را به استقلال اهواز واگذار کرد و با تغییر نام به فولاد خوستان به لیگ دسته دو سقوط کرد.

## افتخارات
- لیگ آزادگان
  -  قهرمان (۱): ۹۴–۱۳۹۳
- لیگ دسته دوم ایران
  -  قهرمان (۱): ۸۸–۱۳۸۷
  -  نایب‌قهرمان (۱): ۹۳–۱۳۹۲

## بازیکنان کنونی
آخرین بروزرسانی ۱۸ خرداد ۹۸
| شماره |       | پست   | بازیکن            |
| ----- | ----- | ----- | ----------------- |
| ۲     | ایران | مدافع | رضا حاتمی         |
| ۷     | ایران | مدافع | مهدی ذبیدی        |
| ۸     | ایران | هافبک | مسعود آرمون       |
| ۱۲    | ایران | هافبک | مسعود سلیمانی‌زاده |
| ۱۹    | ایران | مهاجم | کوروش لرکی        |
| ۲۰    | ایران | هافبک | علیرضا کاکه       |

| شماره |       | پست       | بازیکن         |
| ----- | ----- | --------- | -------------- |
| ۲۲    | ایران | هافبک     | سینا یونسی‌نژاد |
| ۲۳    | ایران | هافبک     | مجتبی جوانمردی |
| 23    | ایران | مدافع     | ادریس کوچکی    |
| ۳۰    | ایران | دروازه‌بان | حجت‌الله للری   |
|       | ایران | مهاجم     | نیما پرتوی     |